# Slaget ved Messines
Slaget ved Messines
under 1. verdenskrig fandt sted ved Messines i Flandern Belgien 7. juni – 14. juni 1917. Forberedelsen til det store slag startede maj 1915.
De allierede begyndte ved hjælp af britiske/canadiske minearbejdere at grave sig dybt ind under de tyske stillinger. Da det var et farligt arbejde, fik de 6 dobbelt løn. Der blev fordelt 450 ton sprængstof (Ammonal) fordelt på 21 mineskakter. 3 mineskakter sprang ikke.
Nogle af skakterne indeholdt 43 ton sprængstof. 7. juni 03:10 1917 sprang de. Da de sprang, røg der jord over 100 meter op i luften.
Der er gårde i Flandern der ligger over mange tons sprængstof. En af minerne blev desarmeret af tyske tropper, en anden sprang under en storm med lyn 17. juni 1955, en anden mine er teoretisk farlig, men sprængstoffet tåler ikke fugt, og er måske ufarligt. Der opstod senere flere søer hvor eksplosionerne fandt sted.
Eksplosionerne var var så kraftige, at man kunne høre dem i London.
Selv i nyere tid er bønder dræbt, da de under markarbejde har aktiveret sprængstof fra 1. verdenskrig.
Det seneste er, at en ueksploderet tysk håndgranat fra 1. verdenskrig er ved et uheld, feb. 2019 sendt sammen med en stak kartofler fra Frankrig til en chipsfabrik i Hongkong.